# Evan Farrell
Evan Farrell (ur. 1974, zm. 23 grudnia 2007 w Oakland) – amerykański muzyk, były basista grupy Rogue Wave. W ostatnim czasie muzyk współpracował z miejscowym zespołem Japonize Elephants. Zginął w wyniku zaczadzenia, w swoim domu w Oakland. Główną przyczyną pożaru było zapalenie się grzejnika.